# Daniel Friedrich von Lossow
Daniel Friedrich von Lossow (* November 1721 in Malsow im Landkreis Oststernberg in der Neumark; † 12. Oktober 1783 in Goldap) war ein preußischer Generalleutnant, Regimentschef und Amtshauptmann von Preußisch Mark.

## Leben

### Herkunft
Daniel Friedrich war der Sohn des Erbherrn auf Niedewitz Friedrich Wilhelm von Lossow und dessen Ehefrau Katharina Louise, geborene von Luck aus dem Hause Malsow in der Neumark.

### Werdegang
1736 war Lossow Gefreiterkorporal im Infanterieregiment „Markgraf Heinrich“, avancierte 1745 zum Kornet und am 28. Februar 1748 zum Leutnant im Husarenregiment „von Natzmer“. Mit Beginn des Siebenjährigen Kriegs wurde er Premierleutnant. Im Jahre 1757 erhielt er eine eigene Eskadron. Im März 1759 wurde er Major in Husarenregiment „von Ruesch“, konnte sich Ende Oktober 1759 im Gefecht von Pretzsch auszeichnen, wofür er den Orden Pour le Mérite erhielt, wurde aber verwundet. Lossow erholte sich und wurde zum Oberstleutnant befördert. 1760 wurde er Kommandeur des Regiments und im Mai 1761 Oberst. 1762 wurde er zum Chef des Regiments ernannt. Auch im Gefecht von Peuke am 18. Juli 1761 zeichnete er sich wieder aus. Lossow konnte das russische Husarenregiment „Serbsky“ (Serbkow) überraschen und aufreiben. Dafür schenkte ihm der König 1000 Taler.
Nach dem Krieg bekam er 1765 den Auftrag das Bosniakenkorps auf zehn Eskadron vergrößern. Im Jahr darauf wurde er zum Generalmajor befördert und am 13. Juni 1766 bekam er die Amtsmannschaft von Preußisch Mark. Zudem erhielt er die Präbende zu Magdeburg. 1772 wurde Lossow nach Polen geschickt, wo er erfolgreich die Ausschreitungen von „von Bellings“ und „von Thaddens“ Truppen eindämmte.
1774 und 1776 wurde Lossow erster königlicher Kommissar an der Grenze zu Polen. 1774 bekam er erneut Geschenke vom König, ein Porzellanservice und eine mit Brillanten besetzte Tabatiere. 1781 wurde er zum Generalleutnant ernannt.
Er starb am 6. Mai 1783 in Goldap in Ostpreußen und wurde in der dortige Reformierten Kirche begraben. Die Offiziere seiner Regimenter setzten Lossow dort ein Monument.

### Familie
Er war seit 1759 mit Sophia Eleonore von Zedmar († 1795), einer Tochter von Jakob Theodor von Zedmar auf Szedlisken verheiratet. Da das Paar keine Kinder hatte, adoptierten sie am 6. Mai 1777 den Premierleutnant des Bosniakenkorps Johann Christoph Köhler (1729–1792). Der König erhob den Adoptivsohn am 6. Mai 1777 unter dem Namen Köhler gen. von Lossow in den erblichen Adelsstand. Dessen Sohn Alexander Köhler gen. von Lossow († 1824) adoptierte wiederum Leopold Christoph Ehrenreich Kopka († 1828). Dieser bekam am 2. Oktober 1823 den preußischen Adelsstand als Kopka von Lossow.

## Werke
- Daniel Friedrich von Lossow: Denkwürdigkeiten zur Charakteristik der preussischen Armee, unter dem großen König Friederich dem Zweiten. Glogau 1826 (Digitalisat).